# Золотистая бронзовка
Золоти́стая бронзо́вка, или бронзо́вка обыкнове́нная (лат. Cetonia aurata) — вид жесткокрылых из подсемейства бронзовок (Cetoniinae) в составе семейства пластинчатоусых (Scarabaeidae).
Относительно крупные жуки длиной до 24 мм. Внутривидовое разнообразие в окраске очень велико; известно 7 подвидов, которые различаются ареалом, скульптурой покровов тела и окраской. В свою очередь, внутри подвидов выделяют множество аберраций, которые отличаются друг от друга окраской и наличием или отсутствием волосков на определённых участках тела.
Золотистая бронзовка широко распространена по всей Евразии за исключением горных регионов и пустынь. В пределах своего ареала это обычный, массово встречающийся вид. Питается цветками диких и культурных растений, в том числе фруктовых деревьев. Несмотря на это, жуки не способны серьёзно навредить садоводству.

## Систематика и этимология названия
Впервые данный вид был описан под названием Scarabaeus auratus в 1758 году Карлом Линнеем в десятом издании его труда «Systema naturæ», хотя часто таксон ошибочно датируется 1761 годом (Fauna Suecica).
Позднее таксон был перенесён в состав рода Cetonia, выделенного в 1775 году датским энтомологом Иоганном Христианом Фабрицием. Он относится к подсемейству бронзовки (Cetoniinae) в составе семейства пластинчатоусые (Scarabaeidae).
Род Cetonia включает в себя относительно крупных жуков длиной до 23 мм с продолговатым, несколько суженным назад телом. Его представители характеризуются яркой блестящей окраской тела, часто с металлическим блеском, либо матовым или бархатистым налётом. В состав рода входят виды, эндемичные для Палеарктики и распространённые на территории большей части Европы, в северной Африке и Азии.
Родовое название «Cetonia» в древнегреческом означает «металлический жук». Видовое название «aurata» на латыни — «золотистая».

## Распространение
Золотистая бронзовка распространена по всей Евразии за исключением горных регионов и пустынь. Встречается от юга Скандинавского полуострова и Великобритании по всей Европе до крайнего юга Пиренейского, Апеннинского и Балканского полуостровов, на островах Средиземного моря — Балеарских, Корсике, Сардинии, Сицилии, Крите, по всей Малой Азии, в Передней Азии и северо-западном Иране, вдоль Джунгарского Алатау и Тянь-Шаня вид проникает в Среднюю Азию, на юге до Северного Таджикистана. Начиная от дельты Волги южная граница ареала идёт к Индерскому озеру, верховьям Эмбы, северо-восточной оконечности Аральского моря, далее по реке Сыр-Дарье, откуда к Самарканду, затем на Ош, Гульчу, затем в Китае (провинция Синьцзян) до верховьев реки Кунгес. Отсюда она проходит через северо-западную и северную Монголию до реки Харагол (севернее Улан-Батора).
Среди этого очень обширного ареала имеются отдельные участки, где золотистая бронзовка не обитает: северный Крым, лёссовые степи между нижним Днепром и рекой Молочной, значительное пространство к северу, югу и юго-западу от озера Балхаш — в пустыне Бет-Пак-Дала, на прибалхашских песках, в пустыне Муюнкум и прилегающих степных пространствах.
На территории России северная граница ареала проходит через Карельский перешеек, юго-западную оконечность Ладожского озера на Ярославль, Кострому, Пермь, Екатеринбург, севернее Омска на Новосибирск, Томск — до северной оконечности Байкала. Восточная граница проходит по западному берегу Байкала. Вид обнаружен также в Амурской области. Южная граница проходит за пределами европейской части — жуки встречаются до крайнего юга Кавказа.
Будучи связанной в личиночной фазе жизненного цикла с древесной растительностью, золотистая бронзовка встречается только в биотопах с деревьями или кустарниками. В связи с этим она повсеместно распространена в лесной и лесостепной зонах. Также широко распространена в подзоне разнотравно-типчаково-ковыльной степи, поскольку в ней произрастают обширные байрачные леса и большие заросли кустарников. Однако в степи, в полупустынях и пустынях в типичных условиях данный вид не встречается. Здесь золотистая бронзовка привязана исключительно к долинам рек, где произрастают деревья и кустарники. Например, в прикаспийской полупустыне она встречается только в пойме и дельте Терека.
Золотистая бронзовка встречается на хорошо освещённых участках — полянах, лугах, опушках и вырубках лесов. В глубине леса встречается в очень небольших количествах, хотя порой жуков привлекает сюда, например, вытекающий древесный сок. В разнотравной степи вид распространён повсеместно на участках открытой местности. На севере ареала встречается в равнинной местности, хотя обитает и в горах (на Урале). На юге своего ареала золотистая бронзовка преимущественно связана с гористыми местностями, особенно на Закавказье и в Средней Азии, где она населяет главным образом горные участки. В Закавказье обитает на высоте 1540 м н. у. м., у озера Севан — на высотах до 2000 м, в Чечне и Ингушетии — 1600 м, в Средней Азии у озера Иссык-Куль — свыше 1600 м, а на Ферганском хребте — до 2300 м.

## Описание
«Бронзовка золотистая, может быть, и недостаточно изящна, но зато великолепно окрашена и отливает золотом. Кто не видел этого жука, похожего на большой изумруд, когда он сидит на ветке шиповника, выделяясь своей блестящей окраской на нежном фоне лепестков! Он сидит неподвижно, день и ночь, наслаждаясь ароматом цветка, а заодно и обедая. Только слишком жгучее солнце выводит жука из оцепенения, и он улетает. По одному виду этой лентяйки можно сказать, что бронзовка — обжора
Длина тела 13—22,5 мм, ширина 8—11,3 мм. Тело жуков продолговато-овальное, слабо выпуклое, довольно широкое. У большинства особей оно по направлению назад несколько суженное. Верх тела большей частью в волосках, реже — голый. Окраска изменчивая. Верхняя сторона тела преимущественно ярко-зелёная, золотисто-зелёная, с более или менее выраженным медно-красным отливом, всегда с металлическим блеском.
Усики чёрные. Клипеус (наличник) продолговатый, четырёхугольный, густо покрыт крупными точками. По направлению вперёд наличник слегка расширен. Передние углы наличника широко закруглённые и чуть приподнятые. Посередине наличника имеется довольно глубокая округло-треугольная выемка. На боках по всей длине наличника имеются приподнятые тупые рёбра и умеренно выступающими наружу боковыми лопастями. Остальную часть головы покрывают более густые и глубокие точки, чем на наличнике. Посередине головы имеется более или менее сильный продольный киль. Голова в торчащих беловатых волосках.
Переднеспинка слегка поперечная, наибольшей ширины у основания, сужается ближе к передней части, покрыта на середине диска негустыми и довольно мелкими круглыми точками, по бокам в более густых и крупных круглых и дуговидных точках. Передние углы тупые, боковой край равномерно закругленный, с гладкой, расширенной за серединой каймой, задние углы тупые, широко закругленные, задний край перед щитком с довольно глубокой дуговидной выемкой и слабыми дуговидными выемками по бокам, перед задними углами. Щиток средней величины, удлиненно-треугольный, с притуплённой вершиной, в передней половине в немногочисленных небольших точках. Надкрылья покрыты густыми крупными дуговидными точками. На надкрыльях имеются поперечные тонкие неправильной формы белые полоски. Пигидий умеренно выпуклый, с 2, реже — 4 мелкими белыми пятнышками.
Ноги в густых точках, морщинках и продольных полосах. Передние голени с тремя зубцами, из которых средний приближен к вершинному. Средние и задние голени посредине наружного края с зубцом, с трёхзубчатыми вершинами и двумя нормальными вершинными шпорами. Передние и средние лапки немного длиннее голеней, задние такой же длины, как голени.
Хромосомный набор равен 20 (большинство хромосом акроцентрические, половая формула Xyp). Его кариотип содержит четыре пары (№ 1-4) мета- или субметацентрических аутосом, остальные шесть пар (включая X—хромосому) акроцентрики.

## Подвиды и изменчивость
Внутривидовое разнообразие в окраске очень велико. Преимущественно золотистая бронзовка — это металлически-блестящий жук, верхняя сторона тела которого зелёная или реже другой окраски, низ медно-красный, часто с зеленоватым отливом. Ноги зелёные, вершины средних и задних голеней и лапки тёмно-фиолетовые.
Известно 7 подвидов, отличающихся ареалом, скульптурой покровов тела и окраской. В свою очередь, внутри подвидов выделяют множество аберраций, которые отличаются друг от друга окраской и наличием или отсутствием волосков на определённых участках тела.
|                                           |  |  |  |  |  |
| Пример вариабельности окраски внутри вида |  |  |  |  |  |

### Cetonia aurata aurata
Cetonia aurata aurata Linnaeus, 1758 — распространён в Европе (за исключением Португалии, Испании, юга Франции и Италии).

#### Аберрации номинативного подвида
- C. a. a. f. typica — верх тела жуков зелёный или золотисто-зелёный, голый, без волосков. Лоб в негустых, иногда редко и слабо заметных волосках либо голый. На переднеспинке белые пятна отсутствуют. Заплечевое белое пятно на надкрыльях в большинстве случаев отсутствует[5].

| Аберрации                   | Автор          | Описание |
| --------------------------- | -------------- | --- |
| C. a. a. ab. kalichi        | Miks.          | Голова, переднеспинка и щиток медно-пурпурные, местами с лёгким зеленоватым или латунным отливом. Надкрылья, ноги и тело снизу имеют чёрную окраску с фиолетовым оттенком. Если посветить на жука сбоку, он кажется тёмно-медно-пурпурными. На переднеспинке белых пятен нет. Последний брюшной стернит по бокам с рудиментарной белой поперечной перевязью.                  |
| C. a. a. ab. lugubris       | Wanach         | Тело чёрное, без металлического отлива. |
| C. a. a. ab. maculata       | Negrobov, 2015 | Рисунок на переднеспинке представлен двумя слабо заметными неуглублёнными пятнышками либо двумя углублёнными белыми пятнами |
| C. a. a. ab. nonmaculata    | nom. nov.      | Голова и переднеспинка изумрудно-зелёные с золотистым отливом. Если осветить жука сбоку, то можно увидеть тёмно-синий отлив. Надкрылья зелёные; при боковом освещении фиолетово-коричневые. Белые пятна и соответствующие им углубления на переднеспинке, надкрыльях и брюшке полностью отсутствуют. Голова и тело сверху без волосков. Пунктировка на надкрыльях сглаженная. |
| C. a. a. ab. piligera       | Mulsant        | Тело с верхней стороны в более или менее многочисленных волосках, наиболее густых на надкрыльях. Верх тела зелёный или золотисто-зелёный. |
| C. a. a. ab. preaclara      | Mulsant        | Белые пятна на надкрыльях более крупные и многочисленные, чем у типичной формы, часто сливаются в волнистые поперечные перевязи. Всегда есть заплечевое пятно. Эта форма встречается во Франции и на территории бывшей Югославии; возможно, форма представляет собой слабо обособленную географическую расу.                                                                  |
| C. a. a. ab. purpurata      | Heer, 1841     | Тело сверху и ноги имеют золотисто-красную или золотисто-зелёную окраску с сильными медно-красным отливом. |
| C. a. a. ab. violaceipennis | nom. nov.      | Сверху жук тёмно-фиолетовый. Лоб в волосках. Надкрылья в единичных волосках и единичных белых пятнах, как у типичной формы. Переднеспинка и брюшко без белых пятен. |

### Cetonia aurata pallida
Cetonia aurata pallida Drury, 1770 — распространён от северо-востока континентальной Греции, Турции и Анатолии до Греции и Ирана (западная часть страны). Также в горном Крыму, в Предкавказье, от предгорий Главного Кавказского хребта и низовьев Терека, по всему Закавказью, по всей Малой Азии, в Ливане, северном Ираке. Живёт преимущественно в гористых местностях. Длина тела 14—20 мм. Отличается
от номинативного подвида наличием 2-4 углублённых белых пятен на переднеспинке, белыми штрихами по бокам брюшка и большим количеством белых перевязей на надкрыльях.
Синонимы:
- Scarabaeus pallidus Drury, 1773[6][17][18]
- Cetonia aenea Fuessly, 1778[6]

#### АберрацииC. a. pallida
- C. a. p. f. typica — верхняя сторона жуков пурпурно-красного цвета. Грудная сторона и ноги медно-красные с зелёным отливом. Лапки сине-зелёного цвета[5]. Переднеспинка посредине с 2—4 белыми круглыми пятнышками в углублениях, реже без них. Пунктировка надкрылий слабо выраженная, белые пятна крупного размера, многочисленные.

| Аберрации                    | Автор                          | Описание |
| ---------------------------- | ------------------------------ | --- |
| C. a. p. ab. amasicola       | Reitter                        | Верхняя сторона тела жука медно-красная или медно-бурая. Грудная сторона — бронзово-зелёная. На надкрыльях имеются многочисленные пятна.                                                      |
| C. a. p. ab. angorensis      | Reitter                        | С верхней стороны жук тёмно-бронзовый или тёмно-бронзово-зелёный. Нижняя сторона тела — чёрная.                                                                                               |
| C. a. p. ab. nigriventralis  | Reitter                        | Голова, переднеспинка и щиток тёмно-медно-красные, надкрылья чёрно-зелёные. С грудной стороны — чёрный.                                                                                       |
| C. a. p. ab. oliviocolor     | Reitter                        | Со спинной стороны жук оливково-зелёный. На надкрыльях заплечевые пятна отсутствуют. На надкрыльях рёбра более сглаженные, чем у типичной формы.                                              |
| C. a. p. ab. pyrochoroa      | Ols.                           | Верхняя сторона жука тёмно-фиолетовая, иногда с зеленоватым отливом. Грудная сторона и ноги тёмно-красные, с сильным фиолетовым отливом. На переднеспинке, надкрыльях и брюшке имеются пятна. |
| C. a. p. ab. strigiventris   | Burmeister (nec Reitter, 1896) | Верхняя сторона жука золотисто-зелёная, реже медно-красная. |
| C. a. p. ab. tatarica        | Reitter, 1896                  | Верхняя сторона жука зелёная или золотисто-зелёная. Грудная сторона — зелёная. Имеются белые пятна на брюшке.                                                                                 |
| C. a. p. ab. violoceiventris | Reitter                        | Верхняя сторона тела зелёная; пигидий пурпурно-красный. Грудная сторона фиолетовая. |
| C. a. p. ab. undulata        | Reiter, 1896                   | Верхняя сторона тела золотисто-зелёная, реже медно-красная. Белых пятен нет. |

### Cetonia aurata pisana
Cetonia aurata pisana Heer, 1841 — распространён в западном Средиземноморье (Португалия, Испания, юг Франции, юг Швейцарии, Италия, Балканские острова, Корсика, Сардиния, Сицилия) и восточном Средиземноморье (Греция, Крит). Связан преимущественно с гористыми местностями. От номинативного подвида отличается более сглаженной пунктировкой надкрылий, из-за чего их поверхность кажется более блестящей. Нижняя сторона и ноги окрашены, как у номинативного подвида, реже низ тела зелёного, сине-зелёного или другого цвета. Длина 16—21 мм.

#### АберрацииC. a. pisana
- C. a. p. f. typica — верх тела жуков золотисто-красный или золотисто-зелёный, с сильным красным оттенком[5].

| Аберрации                 | Автор         | Описание |
| ------------------------- | ------------- | --- |
| C. a. p. ab. bilucida     | Reitter       | Голова, переднеспинка, щиток и грудная сторона тела ярко-зелёного цвета; надкрылья золотистые, к вершинам постепенно переходящие в зелёный. |
| C. a. p. ab. caerulescens | Leoni, 1910   | — |
| C. a. p. ab. cyanicollis  | Reitter       | Голова, переднеспинка, щиток и грудная сторона тела зеленовато-синего цвета; надкрылья зелёные; пигидий тёмно-синий. |
| C. a. p. ab. fiorii       | Leoni, 1910   | Со спинной стороны жук тёмно-синий с зеленоватым оттенком. На надкрыльях имеются белые пятна. |
| C. a. p. ab. hispanica    | Er.           | Со спинной стороны жук золотисто-зелёный и лишён волосков. |
| C. a. p. ab. lucidula     | Heer          | Голова, переднеспинка и щиток тёмные, золотисто-красные или пурпурно-красные, надкрылья зелёные. На переднеспинке имеются две-четыре белые точки. Грудная сторона тела бронзово-зелёная. |
| C. a. p. ab. meridionalis | Mulsant, 1842 | Со спинной стороны жук ярко-синий. С грудной стороны — синий, сине-зелёный или чёрно-синий. На голове имеются торчащие волоски, на надкрыльях — очень редкие волоски, также на надкрыльях имеются узкие белые перевязи и очень мелкие заплечевые пятнышки. На переднеспинке нет белых пятен, брюшко с пятнами. |
| C. a. p. ab. nigra        | Gaut.         | Всё тело жука чёрного цвета и не имеет металлического отлива. Надкрылья имеют довольно многочисленные белые пятна; имеются заплечевые пятна. |
| C. a. p. ab. tingens      | Reitter, 1896 | Со спинной стороны жук черновато-медно-красный, с грудной стороны — тёмно-зелёный. |
| C. a. p. ab. tunicata     | Reitter, 1896 | Голова, переднеспинка и щиток тёмные, золотисто-красные или пурпурно-красные, надкрылья зелёные. На переднеспинке точки отсутствуют. Грудная сторона тела бронзово-зелёная. |
| C. a. p. ab. semicyanea   | Reitter       | Со спинной стороны жук зелёный или сине-зелёный, с грудной стороны — синий. |
| C. a. p. ab. violacea     | Fieber, 1831  | Со спинной стороны жук одноцветный, чёрно-зелёный или тёмно-фиолетовый. На надкрыльях имеются мало заметные белые поперечные пятна. С грудной стороны — тёмно-зелёный. |
| C. a. p. ab. uniformis    | Reitter       | Со спины жук зелёной или золотисто-зелёной окраски. Пятна на спинной стороне отсутствуют. |

В пределах ареала данного подвида могут встречаться и другие аберрации.

### Cetonia aurata sicula
Cetonia aurata sicula Aliquo, 1983 — распространён на острове Сицилии.

### Cetonia aurata viridiventris
Cetonia aurata viridiventris Reitter, 1896 — распространён от Зауралья до Байкала, в северной Монголии, в Казахстане (кроме западных районов страны, где распространён номинативный подвид), а также в Средней Азии. Длина тела 14 — 22,5 мм. Отличается от номинативного подвида зелёной окраской нижней стороны тела, которая у различный особей может варьироваться от чёрно-фиолетового, медного, медно-золотистого с зелёным отливом до зелёного и сине-зелёного цвета. Статус подвида остаётся спорным, возможно таксон является самостоятельным видом.

#### АберрацииC. a. viridiventris
- C. a. v. f. typica — верх тела зелёный или золотисто-зелёный; ноги и тело снизу тёмно-зелёные, часто с более или менее сильным синим отливом, реже с медно-красным отливом на брюшке[5].

| Аберрации                   | Автор   | Описание |
| --------------------------- | ------- | --- |
| C. a. v. ab. prasiniventris | Reitter | От типичной формы отличается более сильно развитыми белыми пятнами на надкрыльях, при этом обычно имеется заплечевое пятно. |

### Cetonia aurata jingkelii
Cetonia aurata jingkelii  Flutsch & Tauzin, 2009
Подвид был описан по серии из 26 экземпляров (15 самцов и 11 самок), собранных в провинции Сычуань в Китае, в частности из местности Мэйшань к западу от горы Longquanshan, и к югу от крупного города Чэнду. Голотип — самец из вышеуказанной местности, собранный 1-15 мая 2009 года. Название подвида дано в честь китайского энтомолога Ли Цзинкэ (Li Jingke), посвятившего более 20 лет своей жизни изучению жуков. Первоначально таксон рассматривался первооткрывателем как относящийся к ssp. viridiventris. Но анализ ареала и морфологические признаки, по мнению авторов первоописания, дали право установить его как подвид, заменяющий таксон viridiventris.

### Cetonia aurata pokornyi
Cetonia aurata pokornyi  Rataj, 2000. В оригинальном первоописании таксон назван Cetonia viridiventris pokornyi. Подвид описан с Алтая. К. Ратай в ревизии по Палеарктическим Cetoniinae (1998) раздродбил комплекс C. s.str. aurata по своей схеме, вследствие чего некоторые подвиды были повышены до ранга вида, в том числе ssp. viridiventris. В Каталог жесткокрылых Палеарктики данный таксон вошёл как Cetonia aurata pokornyi, ввиду того что таксон viridiventris был синонимизирован к aurata.

## Экология
Золотистая бронзовка является светолюбивым и теплолюбивым насекомым. Жуки ведут дневной образ жизни и активны в жаркую солнечную погоду. В облачную погоду жуки малоактивны, неподвижно сидят на цветках растений и не взлетают. В пасмурную и холодную погоду спускаются на землю и прячутся под розетками листьев, близ корней растений; ночью большинство жуков также спускаются на землю.
В разных географических областях ареала время и продолжительность лёта различны. Например, в центральной Сибири лёт длится с начала июня по конец августа; на юге тайги, в лесостепи Западной Сибири и на Алтае — с июня по конец сентября; на Среднем Урале с середины мая по октябрь; в зоне широколиственных лесов (Центральная Европа и европейская часть России), в горах Закавказья — с середины мая по конец сентября; в европейской лесостепи и степной зоне — с начала мая по середину сентября; на южном берегу Крыма — с середины апреля по начало октября; в предгорьях и горах Предкавказья и Средней Азии — с середины мая по середину октября. Лёт везде очень растянут и длится от 2,5 до 4,5 месяцев.

### Питание
Жуки питаются на цветках различных травянистых, кустарниковых и древесных растений, также поедают молодые плоды (к примеру, фруктовых деревьев) и молодые листья. Помимо этого часто питаются вытекающим древесным соком (дуб, груша и др.). В местах с вытекающим древесным соком нередко жуки собираются в массе. Также могут питаться семенниками моркови и капусты, высадками свеклы.
Отмечено питание золотистой бронзовки на цветках многих видов дикорастущих и культурных растений. Ниже приводится выборочный список растений, цветками которых питаются жуки.
| Семейство растений | Виды |
| ------------------ | --- |
| Лютиковые          | ломонос прямой |
| Розоцветные        | тёрн, ежевика, ежевика вязолистная, ежевика серо-голубая, спирея городчатая, таволга обыкновенная, таволга вязолистная, яблоня домашняя, груша обыкновенная, шиповник, шиповник щитконосный, гравилат речной, рябина обыкновенная, боярышник однопестичный, боярышник, боярышник пятипестичный, розы, яблони, груша, слива, вишни, черешня, абрикос |
| Гречишные          | горец змеиный, щавель курчавый |
| Кизиловые          | кизил, кизил кровяно-красный |
| Тамарисковые       | гребенщик ветвистый |
| Мальвовые          | липа сердцевидная, хатьма, хатьма тюрингская |
| Молочайные         | молочай болотный, молочай высокий, клещевина |
| Бобовые            | ракитник русский, люцерна посевная, клевер луговой, карагана кустарниковая, астрагал пёстрый, горошек тонколистный, белая акация, аморфа кустарниковая |
| Сапиндовые         | клён татарский |
| Подорожниковые     | подорожник |
| Тутовые            | скумпия обыкновенная |
| Зонтичные          | сныть обыкновенная, купырь прицветниковый, ферула восточная, горичник золотой, борщевик сибирский, морковь дикая, болиголов пятнистый, дудник лесной, |
| Маслиновые         | бирючина обыкновенная, сирень |
| Мареновые          | подмаренник настоящий |
| Адоксовые          | бузина травянистая, бузина чёрная, калина обыкновенная, калина чёрная, |
| Буковые            | каштан посевной |
| Жимолостные        | короставник полевой, валериана |
| Астровые           | девясил волосистый, пупавка красильная, тысячелистник обыкновенный, ромашка лекарственная, нивяник обыкновенный, поповник щитковый, пижма обыкновенная, мордовник русский, татарник колючий, чертополох, чертополох Термера, чертополох мелкокрючковатый, чертополох колючий, бодяк обыкновенный, бодяк седой, Cirsium arvense var. horridum, татарник полевой, наголоватка мягкая, Jurinea eversmanni, серпуха зюзниколистная, большеголовник серпуховидный, василёк русский, василёк луговой, василёк восточный, василёк шероховатый, ястребинка, синяк обыкновенный, оносма простейшая, лопух, пиретрум |
| Яснотковые         | шалфей австрийский, шалфей поникающий, коровяк высокий, коровяк мучнистый, коровяк чёрный, зопник клубненосный, пахучка полевая, пахучка |
| Ирисовые           | ирисы, ирис солелюбивый, шпажник черепитчатый |
| Маковые            | мак |
| Гречишные          | гречиха |
| Лоховые            | лох серебристый |
| Гвоздичные         | мыльнянка, мыльнянка лекарственная |
| Амариллисовые      | лук |
| Кутровые           | ваточник |
| Капустные          | редька, горчица, маттиола, маттиола двурогая, сурепка |
| Сосновые           | тсуга |
| Пионовые           | пионы |
| Злаковые           | рожь, кукуруза |
| Ксанторреевые      | эремурус |

### Естественные враги
Взрослые жуки являются частью рациона некоторых птиц. К ним относятся сизоворонки, грачи, галки, сороки, сойки, иволги, чернолобые сорокопуты. Из них жуками особенно часто питаются сороки, сизоворонки и чернолобые сорокопуты.
Из перепончатокрылых на личинках золотистой бронзовки паразитируют сколии видов сколия четырёхточечная (Scolia quadripunctata) и сколия степная (Scolia hirta). Найдя личинку, самка сколии парализует её уколом жала в брюшной нервный ганглий, после чего откладывает на неё одно яйцо. Вышедшая из него личинка сколии питается живой, но парализованной личинкой жука, начиная с наименее важных жизненных органов.
Из двукрылых паразитируют личинки мух-тахин Billaea pectinata.

## Жизненный цикл
После спаривания самки откладывают желтовато-белые яйца в разлагающуюся древесину пней, сгнившие древесные стволы, иногда также в перегнойную землю возле мёртвых древесных корней и пней, в кучи перепревшего навоза, огородный компост или в муравейники. Личинка питается растительным органическим детритом, опавшими листьями, отмершими корнями деревьев, гнилой древесиной.
Генерация преимущественно однолетняя. Цикл развития от яйца до жука обычно занимает один год. На севере ареала он может растягиваться до 2 лет.

### Личинка
Личинки имеют типичный для представителей семейства пластинчатоусые внешний вид с несколько С-образно изогнутым телом жёлто-белого цвета. Тело личинки довольно большое, толстое, сильно утолщённое к заду, покрытое довольно длинными и многочисленными волосками. Голова поперечная, длиной 2,8 мм, ширина головы 4,4 мм. Вершина лобного треугольника закруглена. Лобные швы имеют форму двух выпуклых дуг, разделенных посредине дуговидной выемкой. Верхние челюсти короткие, широкие. На их внутреннем крае имеется по 4 зубца. Жевательная поверхность в основной части хорошо развитая, с закругленным, несколько угловатым наружным краем, несущим на себе немногочисленные щетинки. Нижние челюсти на внутреннем крае у вершины с зубцами, снаружи с 3-члениковым щупиком.
Усики толстые, довольно короткие. Их четвёртый членик короче первого, но длиннее второго и третьего. Первое дыхальце самое большое по размерам, остальные приблизительно одинаковой величины. На анальном стерните имеются довольно длинные, заостренные к своей вершине шипики, которые образуют 2 параллельных ряда (по 18—28 шипиков в ряду), достигающих передними концами до начала задней трети стернита. Остальная поверхность стернита покрыта многочисленными короткими прямыми шиловидными щетинками, среди которых рассеяны длинные щетинки. Ноги короткие, с короткими тазиками. Заканчиваются длинными цилиндрическими придатками, представляющими видоизмененные коготки.
Личинка дважды линяет и соответственно проходит три возраста. К концу своего развития личинка достигает длины тела до 62 мм.
- На Викискладе есть медиафайлы по теме Личинки золотистых бронзовок

### Куколка
Окукливание происходит в субстрате, которым питалась личинка. Куколка открытого типа, свободная, обычно лежит на спине и находится в прочном овальном ложном коконе — т. н. колыбельке. По форме куколка похожа на взрослого жука с укороченными крыльями. Голова подогнута под грудь. Колыбельку личинка сооружает непосредственно перед окукливанием из частичек почвы, собственных экскрементов и древесной трухи, склеенных специальным секретом, который выделяется в задней части её тела. Фаза куколки непродолжительная, длится около 2 недель.
Вследствие растянутости времени лёта и откладывания яиц зимовка может протекать различно. В случае ранней яйцекладки окукливание происходит в конце лета того же года. Появившиеся из куколок осенью жуки преимущественно остаются зимовать в колыбельке, из которой они выходят весной следующего года. Однако отдельные жуки уже осенью в сентябре, преимущественно в тёплую солнечную погоду, выходят на поверхность. Эти особи обычно зимуют в укрытиях, а весной становятся активными очень рано, намного раньше периода основного лёта. При более поздних сроках яйцекладки личинки заканчивают своё развитие в том же году и зимуют, обычно достигнув последнего возраста, а окукливаются уже после зимовки, весной. Вследствие этого в одной и той же местности весной и осенью одновременно встречаются и личинки, и взрослые жуки.

## Экономическое значение
В целом вид не относится к числу экономически значимых фитофагов-вредителей культурных сельскохозяйственных растений.
Жуки могут повреждать цветки плодовых и декоративных растений, выедая тычинки и пестики. Также золотистая бронзовка может повреждать молодые побеги и листья (розы, винограда, яблони, вишни, берёзы и многих других), обгрызая их края. Несмотря на это, жуки не способны серьёзно навредить плодоводству, поскольку их массовый лёт начинается сравнительно поздно, когда плодовые культуры уже отцветают. Цветущие плодовые деревья повреждают лишь немногие особи, которые вышли из анабиоза раньше других. Питаясь перезрелыми плодами на деревьях, жуки могут повреждать плоды шелковицы, черешни, винограда и малины. Личинки золотистой бронзовки питаются растительным органическим детритом и не наносят вред растениям, в отличие от взрослых особей.
Поскольку большой угрозы плодовым садам данный вид не представляет, специальные защитные мероприятия против него не разрабатывались.